# Ipomoea pulcherrima
Ipomoea pulcherrima är en vindeväxtart som beskrevs av V. Ooststr. Ipomoea pulcherrima ingår i släktet praktvindor, och familjen vindeväxter. Inga underarter finns listade i Catalogue of Life.